# Ясинский, Леонид Васильевич
Леонид Васильевич Ясинский (1921, город Казатин, теперь Винницкой области — 1989) — советский партийный деятель, 1-й секретарь Черниговского промышленного обкома КПУ, секретарь Черниговского обкома КПУ. Депутат Верховного Совета УССР 6-го созыва.

## Биография
Родился в семье рабочего-железнодорожника.
В 1944 году окончил кораблестроительный институт. Участник Великой Отечественной войны.
В 1944—1945 годах работал на заводе имени Серго Орджоникидзе в городе Батуми Грузинской ССР.
В 1945—1954 годах — начальник центральной лаборатории, главный металлург завода имени Кирова города Великий Токмак Запорожской области.
Член ВКП(б) с 1948 года.
В 1954—1960 годах — 2-й секретарь Велико-Токмакского районного комитета КПУ Запорожской области; инструктор ЦК КПУ.
С 1960 по январь 1963 года — заведующий промышленно-транспортным отделом Черниговского областного комитета КПУ.
15 января 1963 — 7 декабря 1964 года — 1-й секретарь Черниговского промышленного областного комитета КПУ.
7 декабря 1964 — 30 ноября 1981 — секретарь Черниговского областного комитета КПУ по вопросам промышленности.
С 30 ноября 1981 года — персональный пенсионер союзного значения в городе Чернигове. Работал заместителем главы Черниговского областного правления научно-технического общества машиностроительной промышленности.
Умер после тяжелой болезни 27 августа 1989 года в Чернигове.

## Награды
- два ордена Трудового Красного Знамени
- орден Отечественной войны 2-й степени (6.11.1985)
- орден Дружбы народов
- два ордена «Знак Почёта»
- Почётная грамота Президиума Верховного Совета УССР (1971)
- медали.